# Guo Sandui
Guo Sandui (chinesisch 郭三堆, Pinyin Guō Sānduī; * Juli 1950 im Kreis Zezhou, Shanxi) ist ein chinesischer Molekularbiologe am Biotechnology Research Institute in Peking, der unabhängig von westlichen Forschern eine Bt-Baumwolle züchtete.
Nach seinem Abschluss im Jahr 1975 untersuchte er die Botulinumtoxine. 1984 wandte er sich zusammen mit Fan Yunliu den Bt-Toxinen zu. Von 1986 bis 1988 ging er an das Institut Pasteur. Nach seiner Rückkehr arbeitete er an der Bt-Baumwolle. 1992 synthetisierte er erstmals in China ein Bt-Gen. 1994 stellt er eine monovalente Bt-Baumwollsorte fertig. Später entwickelte er auch eine bivalente Sorte (mit Cry1A/CpTI).
1998, ein Jahr nachdem Monsanto seine Bt-Baumwolle auf den chinesischen Markt brachte, erhielt Guos Baumwolle die Zulassung. Zur kommerziellen Anwendung wurde die Firma Biocentury Transgene gegründet.